# Paillaco
Paillaco är en kommun i Chile.   Den ligger i provinsen Provincia de Valdivia och regionen Región de Los Ríos, i den södra delen av landet, 800 km söder om huvudstaden Santiago de Chile.
Trakten runt Paillaco består till största delen av jordbruksmark. Runt Paillaco är det ganska glesbefolkat, med 24 invånare per kvadratkilometer.